# Winston Churchill (író)

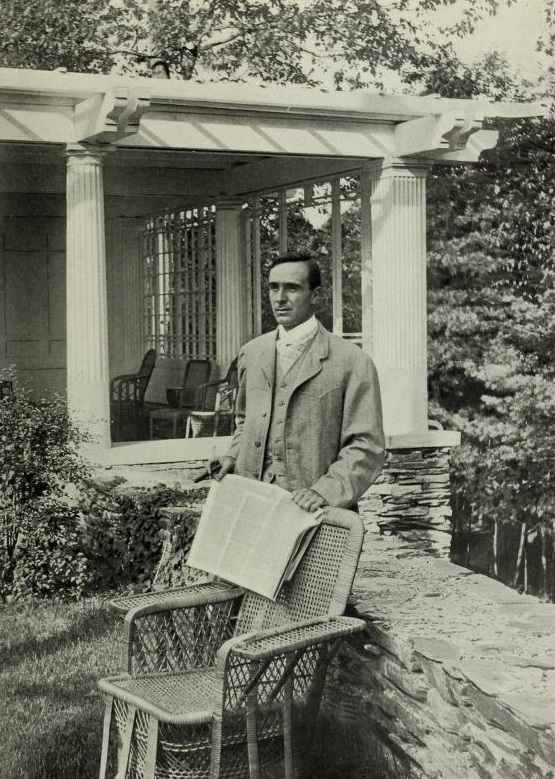
Winston Churchill otthonában (1901)

Winston Churchill (Saint Louis, Missouri, 1871. november 10. − Winter Park, Florida, 1947. március 12.) amerikai regényíró, egyike a 20. század elejének legtöbb könyvet eladó szerzőinek.
Hírét manapság beárnyékolja a nála sokkal híresebb névrokona, akit bár ismert, de rokoni szálak nem fűzték hozzá.

## Életrajz
Churchill a missouri St. Louisban született, Edward Spalding és Emma Bell (Blaine) Churchill gyermekeként. A missouri Smith Akadémia, majd a Haditengerészeti Akadémia diákja volt, ahol 1894-ben végzett. A Haditengerészetin már kiemelkedett mind ösztöndíjai, mind tanulói tevékenysége révén. Kitűnő vívó lett, és megszervezte az első annapolisi nyolctagú evezőcsapatot, melynek két évig kapitánya is volt. Diploma után az Army and Navy Journal szerkesztője lett. Később otthagyta a tengerészetet, hogy írói karrierbe kezdjen. 1895-ben a Cosmopolitan Magazine vezérigazgatója lett, de kevesebb mint egy év múlva visszavonult, hogy több ideje legyen az írásra. Bár regényei lettek a leghíresebbek, versei és esszéi is megjelentek.
Első regénye a The Celebrity volt 1898-ban. A következő már szenzáció lett, kétmillió példányt adtak el belőle, és Churchill meg is gazdagodott. Ezt követő két könyve is nagy sikernek örvendett.
Regényei kezdetben történelmi témájúak voltak, de később már a kor Amerikájában játszódtak. Gyakran saját politikai gondolatait is beleszőtte műveibe. Naturalista stílusban alkotott, és páran a legbefolyásosabb amerikai naturalistának nevezték.
1899-ben egy Charles Platt tervezte kúriába költözött a New Hampshire-i Cornishban, melyet Harlakenden House-nak nevezett el. Megismerkedett a cornishi művészkolóniával, és a politikában is részt vett – parlamenti tagnak választották 1903-ban és 1905-ben. 1906-ban republikánus jelöltként indult a kormányzói posztért, de sikertelenül; többet nem pályázott. 1917-ben megjárta az első világháború csatatereit; ezen élményeiről írta meg első prózai műveit.
Kis idővel ezután kezdett el festeni, és tájképei is ismertek lettek. Néhány művét ki is állították New Hampshire-i gyűjteményekben.
1919-ben Churchill felhagyott az írással, és visszavonult a közéletből, melynek eredményeképp lassan feledésbe merült. Húsz évvel később, 1940-ben megjelent The Uncharted Way című könyve, melyben vallással kapcsolatos gondolatai olvashatók. Nem akarta, hogy nyilvánosság övezze e művét, és kevesen is figyeltek fel rá. Kevéssel halála előtt azt mondta: „nehéz nekem már regényíróként gondolni önmagamra, hiszen mindaz mintha egy másik élethez tartozna”.
A floridai Winter Parkban halt meg 1947-ben, felesége után három évvel. Három gyermekük volt, köztük az ismert borszakértő, Creighton Churchill.  Dédunokája Chris Churchill albanyi újságíró.

## Kapcsolata a névrokonával
Churchill találkozott és időnként kommunikált is a brit államférfival, Winston Churchill-lel (akihez tudomásunk szerint nem fűzték rokoni szálak). Az amerikai Churchill vált hamarabb híressé, és az 1890-es években sokkal ismertebb volt brit névrokonánál. Kettejüket alkalomadtán még mindig összekeverik antikváriumokban, bár a brit Churchill csak egy regényt írt (Savrola címmel), és inkább történelmi munkáiról és újságcikkeiről híres.
Mindkettejüknek volt politikai karrierjük, és amatőr festők voltak. Felsőfokú tanulmányaikban is van hasonlatosság: mindketten közszolgálati egyetemet végeztek és rövid ideig (ugyanabban az időszakban) szolgáltak is országuk hadseregében. Egyikük tengerész, másikuk tiszt volt.
A brit Churchill, miután tudomást szerzett az amerikai Churchill könyveiről, levélben azt az ajánlatot tette neki, hogy "Winston S. Churchill" néven adja majd ki műveit a félreértések elkerüléséért, felhasználva középső nevét (a politikus teljes vezetékneve ugyanis Spencher-Churchill volt). Az író elfogadta az ötletet, azzal a megjegyzéssel, hogy ő is hasonlóan járna el, ha lenne középső neve.

## Munkássága

### Regények
- The Celebrity (1898)
- Richard Carvel (1899)
- The Crisis (1901)

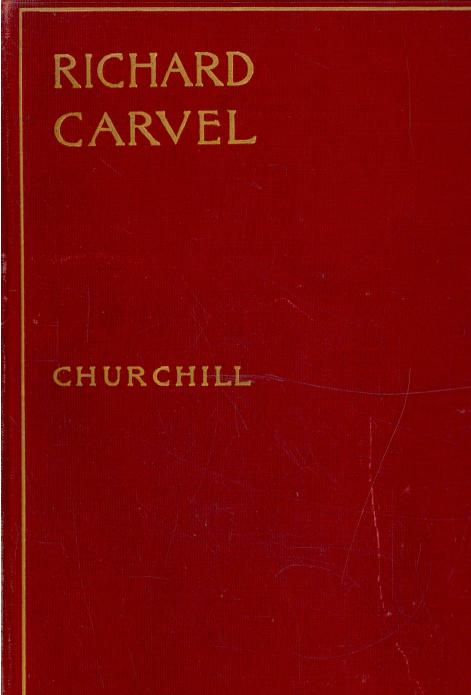
1899

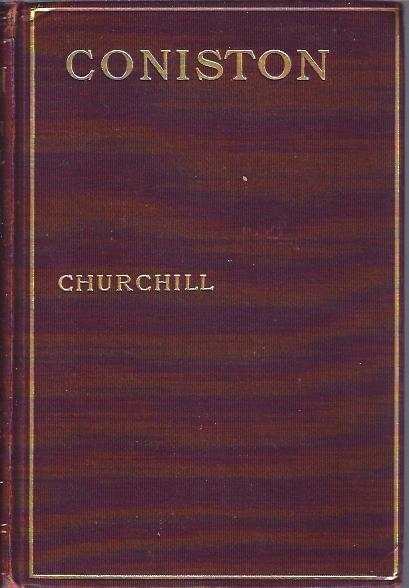
1906

- Mr. Keegan's Elopement (keményborításban) (1903) - eredetileg 1896-ban jelent meg magazinban
- The Crossing (1904)
- Coniston (1906)
- Mr. Crewe's Career (1908)
- A Modern Chronicle (1910)
- The Inside of the Cup (1913)
- A Far Country (1915)
- The Dwelling-Place of Light (1917)
- The Uncharted Way (1940)

### További írásai
- Richard Carvel; színdarab a Broadwayen, (1900–1901)
- The Crisis; színdarab a Broadwayen, (1902)
- The Crossing; színdarab a Broadwayen, (1906)
- The Title Mart; színdarab a Broadwayen, (1906)
- A Traveller In War-Time (1918)
- Dr. Jonathan; színdarab három felvonásban (1919)
- The Psychology of the Gospel Doctrine

## Fordítás
- Ez a szócikk részben vagy egészben  a   Winston Churchilll (novelist) című angol Wikipédia-szócikk fordításán alapul.  Az eredeti cikk szerkesztőit annak laptörténete sorolja fel. Ez a jelzés csupán a megfogalmazás eredetét és a szerzői jogokat jelzi, nem szolgál a cikkben szereplő információk forrásmegjelöléseként.